# Hiroyuki Noake
Hiroyuki Noake (jap. 野明弘幸 Noake Hiroyuki; ur. 24 sierpnia 1974 w Suwa) – japoński łyżwiarz szybki, zdobywca Pucharu Świata.

## Kariera
Pierwszy sukces w karierze Hiroyuki Noake osiągnął w 1992 roku, kiedy zdobył srebrny medal w wieloboju podczas mistrzostw świata juniorów w Warszawie. Rozdzielił tam na podium dwóch Holendrów: Jeroena Straathofa i Jakko Jana Leeuwangha. Nigdy nie zdobył medalu na mistrzostwach świata seniorów, chociaż zajął czwarte miejsce na wielobojowych mistrzostwach świata w Inzell w 1996 roku. Walkę o medal przegrał tam ze swym rodakiem Keijim Shirahatą. Czwarte miejsce zajął również w biegu na 1500 m podczas dystansowych mistrzostw świata w Nagano w 2000 roku, gdzie w walce o podium lepszy był Jan Bos z Holandii. Wielokrotnie stawał na podium zawodów Pucharu Świata, odnosząc przy tym cztery zwycięstwa: 3 grudnia 1994 roku w Heerenveen, 27 stycznia 1996 roku w Baselga di Piné, 24 lutego 1996 roku w Milwaukee i 2 marca 1996 roku w Calgary był najlepszy na 1500 m. Najlepsze wyniki osiągnął w sezonie 1995/1996, kiedy zwyciężył w klasyfikacji końcowej na 1500 m. W tej samej klasyfikacji był też trzeci w sezonie 1996/1997, plasując się za Rintje Ritsmą z Holandii i Kanadyjczykiem Nealem Marshallem. W 1998 roku wystartował na igrzyskach olimpijskich w Nagano, gdzie jego najlepszym wynikiem było siódme miejsce na koronnym dystansie. Na tych samych igrzyskach zajął ponadto 25. miejsce w biegach na 1000 i 5000 m. Na rozgrywanych cztery lata później igrzyskach w Salt Lake City zajął piętnastą pozycję w biegu na 1500 m, a w biegu na 1000 m przewrócił się. W 2002 roku zakończył karierę.